# Michaela Wenig
Michaela Wenig (Bad Tölz, 4 giugno 1992) è un'ex sciatrice alpina tedesca.

## Biografia
Attiva in gare FIS dal dicembre del 2007, la Wenig ha debuttato in Coppa Europa il 20 novembre 2009 a Wittenburg in slalom speciale indoor (6ª) e in Coppa del Mondo il 30 novembre 2012 a Lake Louise in discesa libera (47ª). Ha ottenuto tre podi in Coppa Europa, il primo il 23 gennaio 2014 a Spital am Pyhrn in supergigante (3ª), l'ultimo il 21 marzo 2015 a Soldeu/El Tarter in discesa libera (3ª). Il 18 dicembre 2018 ha colto il miglior piazzamento in Coppa del Mondo, classificandosi 5ª nella discesa libera disputata in Val Gardena, e ai successivi Mondiali di Åre 2019, sua unica presenza iridata, si è classificata 12ª nella discesa libera e non ha completato il supergigante.
Nello stesso anno ha subito un'operazione all'anca, dopo di allora non è più riuscita a tornare ai livelli precedenti all'operazione e si è ritirata al termine della stagione 2020-2021, dopo 81 partenze nel massimo circuito; la sua ultima gara in Coppa del Mondo è stata la discesa libera di Sankt Anton am Arlberg del 9 gennaio e la sua ultima gara in carriera è stata la discesa libera di Coppa Europa disputata il 16 gennaio a Crans-Montana (in entrambi i casi la Wenig non ha completato la prova). Non ha preso parte a rassegne olimpiche.

## Palmarès

### Coppa del Mondo
- Miglior piazzamento in classifica generale: 60ª nel 2019

### Coppa Europa
- Miglior piazzamento in classifica generale: 41ª nel 2014
- 3 podi:
  - 1 secondo posto
  - 2 terzi posti

### Campionati tedeschi
- 11 medaglie:
  - 5 ori (discesa libera nel 2014; discesa libera, supergigante nel 2015; discesa libera, supergigante nel 2018)
  - 3 argenti (discesa libera nel 2013; supergigante nel 2014; slalom gigante nel 2015)
  - 3 bronzi (discesa libera nel 2012; supergigante nel 2013; slalom gigante nel 2018)